# Gienah
Gienah (Gamma Corvi, γ Crv) – najjaśniejsza gwiazda w gwiazdozbiorze Kruka. Znajduje się w odległości około 154 lat świetlnych od Słońca

## Nazwa
Tradycyjna nazwa gwiazdy, Gienah, oznacza „skrzydło” i wywodzi się z arabskiego wyrażenia ‏الجناح الغراب اليمن‎ al-janāħ al-ghirāb al-yaman: „prawe skrzydło kruka”. Dawniej dla jednoznaczności stosowano dwuczłonową wersję Gienah Ghurab bądź równoznaczne arabsko–łacińskie określenie Gienah Corvi („skrzydło kruka”), jako że gwiazda Epsilon Cygni także była określana nazwą Gienah (Cygni). W tablicach alfonsyńskich gwiazda ta nosi nazwę Algorab, lecz współcześnie odnosi się ona do Delta Corvi. Międzynarodowa Unia Astronomiczna zatwierdziła użycie nazwy Gienah dla określenia tej gwiazdy.

## Charakterystyka
Jest to błękitny olbrzym reprezentujący typ widmowy B8. Ma masę 4 M☉ i promień 4 R☉, świeci z jasnością 355 L☉. Nie wiadomo, na jakim etapie ewolucji jest obecnie ta gwiazda: może jeszcze kończyć syntezę wodoru w hel w swoim jądrze, bądź ma już helowe jądro, które obecnie się kurczy. Za kilka milionów lat przekształci się w większego, lecz chłodniejszego czerwonego olbrzyma. Gienah ma nietypowy skład chemiczny, jest bogata w rtęć i mangan, a uboga w glin i nikiel.